# Fotbal Club Brașov
Fotbal Club Brașov é uma equipe de futebol da Romênia. Na atual temporada disputa a Primeira Divisão. Suas cores são amarelo e preto. O time tem base na cidade de Brașov.

## História
O clube foi formado em 1936 e apareceu pela primeira vez na Primeira Divisão em 1957. Um dos seus sucessos foi a vitória da Copa dos Balcãs em 1960. Nunca ganharam a Primeira Divisão, porém se classificaram para a Copa da UEFA recentemente, 2001, quando derrotaram o FC Mika Yerevan da Arménia e perderam para o Inter da Itália. Caíram para a Segunda Divisão e disputaram-na na temporada 2005/06.
No verão de 2017, a Liga de Apoiadores dos Porta-bandeiras anunciou a criação da AS SR (que significa: Asociația Sportivă Steagul Roșu - The Red Flag Sporting Association) Brașov, clube criado pelo modelo seguido por FC Vaslui, Petrolul Ploiești, Oțelul Galați ou Farul Constanța, grandes clubes do futebol romeno que também foram dissolvidos e ressuscitados pelos seus adeptos.

## Títulos

### Nacionais
Liga I:
- Vice-campeão (1): 1959–60

Liga II:
- Campeões (6): 1956, 1967–68, 1979–80, 1983–84, 1998–99, 2007–08
- Vice-campeão (2): 1976–77, 1978–79

### Europeia
Balkans Cup:
- Campeões (1): 1960-61